# اوتو سیک
اوتو سیک (انگلیسی: Otto Seeck; ۲ فوریهٔ ۱۸۵۰ – ۲۹ ژوئن ۱۹۲۱) مورخ، و استاد دانشگاه اهل آلمان بود.